# The Voice (17.ª temporada)
A décima sétima temporada do The Voice, um talent show norte-americano, estreou em 23 de setembro de 2019 na  NBC. Nesta temporada, Gwen Stefani retorna como técnica ao lado de Blake Shelton, John Legend e Kelly Clarkson.
Pela décima terceira edição consecutiva, o programa está sendo transmitido no Brasil através do canal por assinatura Sony, tendo seus episódios exibidos uma semana após a transmissão oficial dos Estados Unidos.

## Técnicos e apresentadores
A décima sétima temporada é marcada pelo retorno de Gwen Stefani para o time de jurados substituindo Adam Levine, que deixa o programa após 16 temporadas, enquanto Blake Shelton, John Legend e Kelly Clarkson permanecem. Carson Daly continua no comando da atração.

## Episódios

### Episódio 1: The Blind Auditions, parte 1
Legenda
| Ordem | Competidor       | Idade | Cidade Natal                 | Canção                 | Escolha dos técnicos e competidores | Escolha dos técnicos e competidores | Escolha dos técnicos e competidores | Escolha dos técnicos e competidores |
| Ordem | Competidor       | Idade | Cidade Natal                 | Canção                 | Kelly                               | Gwen                                | John                                | Blake                               |
| ----- | ---------------- | ----- | ---------------------------- | ---------------------- | ----------------------------------- | ----------------------------------- | ----------------------------------- | ----------------------------------- |
| 1     | Katie Kadan      | 38    | Chicago, Illinois            | "Baby I Love You"      | ✘                                   | ✔                                   | ✔                                   | ✔                                   |
| 2     | Jake HaldenVang  | 24    | Charlotte, Carolina do Norte | "Wish I Knew You"      | —                                   | ✔                                   | ✔                                   | ✔                                   |
| 3     | Jay Miah         | 30    | Tampa, Flórida               | "Never Enough"         | —                                   | —                                   | —                                   | —                                   |
| 4     | Brennan Lassiter | 20    | Dacusville, Carolina do Sul  | "You Are My Sunshine"  | ✔                                   | ✔                                   | ✔                                   | ✔                                   |
| 5     | Rose Short       | 34    | Killeen, Texas               | "Preach"               | ✔                                   | ✔                                   | —                                   | —                                   |
| 6     | Will Breman      | 25    | Santa Bárbara, Califórnia    | "Say You'll Be There"  | —                                   | ✔                                   | ✔                                   | —                                   |
| 7     | Alex Guthrie     | 25    | Marietta, Geórgia            | "Love and Happiness"   | ✔                                   | ✔                                   | —                                   | —                                   |
| 8     | Kat Hammock      | 18    | Encinitas, Califórnia        | "Vienna"               | —                                   | ✔                                   | —                                   | ✔                                   |
| 9     | Timmy Hood       | 19    | Lenox Township, Michigan     | "Make It Rain"         | —                                   | —                                   | —                                   | —                                   |
| 10    | CJ Washington    | 29    | Sacramento, Califórnia       | "Tired of Being Alone" | —                                   | —                                   | —                                   | —                                   |
| 11    | Marina Chello    | 37    | Plainview, Nova York         | "Walk Me Home"         | ✔                                   | —                                   | —                                   | ✔                                   |
| 12    | Kyndal Inskeep   | 22    | Nashville, Tennessee         | "Never Been to Spain"  | ✔                                   | ✔                                   | —                                   | ✘                                   |

### Episódio 2: The Blind Auditions, parte 2
| Ordem | Competidor   | Idade | Cidade Natal           | Canção               | Escolha dos técnicos e competidores | Escolha dos técnicos e competidores | Escolha dos técnicos e competidores | Escolha dos técnicos e competidores |
| Ordem | Competidor   | Idade | Cidade Natal           | Canção               | Kelly                               | Gwen                                | John                                | Blake                               |
| ----- | ------------ | ----- | ---------------------- | -------------------- | ----------------------------------- | ----------------------------------- | ----------------------------------- | ----------------------------------- |
| 1     | Shane Q      | 28    | Sacramento, Califórnia | "Tennessee Whiskey"  | ✔                                   | ✔                                   | ✔                                   | ✔                                   |
| 2     | Max Boyle    | 23    | Toledo, Ohio           | "Wayfaring Stranger" | ✘                                   | —                                   | ✔                                   | —                                   |
| 3     | Hello Sunday | 13-14 | Atlanta, Geórgia       | "This Is Me"         | ✔                                   | —                                   | —                                   | —                                   |
| 4     | Emily Bass   | 16    | Magnolia, Texas        | "Blank Space"        | —                                   | —                                   | —                                   | —                                   |
| 5     | Royce Lovett | 30    | Tallahassee, Flórida   | "911"                | —                                   | ✔                                   | —                                   | ✔                                   |
| 6     | Elise Azkoul | 28    | Atlanta, Geórgia       | "Million Reasons"    | —                                   | ✔                                   | —                                   | —                                   |
| 7     | Cory Jackson | 24    | Jonesboro, Arkansas    | "Galveston"          | ✔                                   | ✔                                   | —                                   | ✔                                   |

### Episódio 3: The Blind Auditions, parte 3
| Ordem | Competidor        | Idade | Cidade Natal              | Canção                                       | Escolha dos técnicos e competidores | Escolha dos técnicos e competidores | Escolha dos técnicos e competidores | Escolha dos técnicos e competidores |
| Ordem | Competidor        | Idade | Cidade Natal              | Canção                                       | Kelly                               | Gwen                                | John                                | Blake                               |
| ----- | ----------------- | ----- | ------------------------- | -------------------------------------------- | ----------------------------------- | ----------------------------------- | ----------------------------------- | ----------------------------------- |
| 1     | Mendeleyev        | 28    | Santa Bárbara, Califórnia | "Girl from the North Country"                | ✔                                   | ✔                                   | ✔                                   | ✔                                   |
| 2     | Jake Hoot         | 30    | Cookeville, Tennessee     | "When It Rains It Pours"                     | ✔                                   | —                                   | —                                   | —                                   |
| 3     | Calvin Lockett    | 25    | Durham, Carolina do Norte | "Just My Imagination (Running Away with Me)" | —                                   | ✔                                   | ✔                                   | ✔                                   |
| 4     | Josie Jones       | 16    | Hamilton, Alabama         | "Men and Mascara"                            | —                                   | —                                   | ✔                                   | ✔                                   |
| 5     | Johnny Sanchez    | 30    | Hollister, Califórnia     | "Seven Spanish Angels"                       | —                                   | —                                   | —                                   | —                                   |
| 6     | Marybeth Byrd     | 18    | Armorel, Arkansas         | "Angel from Montgomery"                      | ✔                                   | ✔                                   | ✔                                   | ✘                                   |
| 7     | Tamika J          | 34    | Miami, Flórida            | "You Got Me"                                 | —                                   | —                                   | —                                   | —                                   |
| 8     | Kiara Brown       | 21    | Las Vegas, Nevada         | "Free Fallin'"                               | —                                   | ✔                                   | —                                   | ✔                                   |
| 9     | Melinda Rodriguez | 23    | Miami, Flórida            | "What a Wonderful World"                     | ✔                                   | ✔                                   | —                                   | —                                   |
| 10    | Jon Rizzo         | 34    | Oceanside, Nova York      | "Let Her Cry"                                | —                                   | —                                   | —                                   | —                                   |
| 11    | Cali Wilson       | 28    | Salem, Iowa               | "Dreams"                                     | —                                   | ✔                                   | ✔                                   | ✔                                   |

### Episódio 4: The Blind Auditions, parte 4
| Ordem | Competidor        | Idade | Cidade Natal            | Canção                       | Escolha dos técnicos e competidores | Escolha dos técnicos e competidores | Escolha dos técnicos e competidores | Escolha dos técnicos e competidores |
| Ordem | Competidor        | Idade | Cidade Natal            | Canção                       | Kelly                               | Gwen                                | John                                | Blake                               |
| ----- | ----------------- | ----- | ----------------------- | ---------------------------- | ----------------------------------- | ----------------------------------- | ----------------------------------- | ----------------------------------- |
| 1     | Injoy Fountain    | 28    | Wichita, Kansas         | "7 Rings"                    | ✔                                   | ✔                                   | —                                   | —                                   |
| 2     | Jordan Chase      | 19    | Pensacola, Flórida      | "Makin' Me Look Good Again"  | —                                   | ✔                                   | —                                   | ✔                                   |
| 3     | Dane & Stephanie  | 21    | Bloomfield, Nova Jérsei | "Angela"                     | —                                   | —                                   | ✔                                   | ✔                                   |
| 4     | James Violet      | 20    | Syracuse, Utah          | "Sweet Creature"             | ✔                                   | ✔                                   | —                                   | ✔                                   |
| 5     | Jordan McCullough | 20    | Murfreesboro, Tennessee | "Let Me Love You"            | —                                   | —                                   | —                                   | —                                   |
| 6     | Preston C. Howell | 14    | Miami, Flórida          | "Dream a Little Dream of Me" | ✔                                   | ✔                                   | ✔                                   | ✔                                   |

### Episódio 5: The Blind Auditions, parte 5
| Ordem | Competidor        | Idade | Cidade Natal             | Canção                 | Escolha dos técnicos e competidores | Escolha dos técnicos e competidores | Escolha dos técnicos e competidores | Escolha dos técnicos e competidores |
| Ordem | Competidor        | Idade | Cidade Natal             | Canção                 | Kelly                               | Gwen                                | John                                | Blake                               |
| ----- | ----------------- | ----- | ------------------------ | ---------------------- | ----------------------------------- | ----------------------------------- | ----------------------------------- | ----------------------------------- |
| 1     | Joana Martinez    | 15    | Miami, Flórida           | "Call Out My Name"     | ✔                                   | ✔                                   | —                                   | ✔                                   |
| 2     | Brooke Stephenson | 28    | Bolton, Connecticut      | "Let Him Fly"          | ✔                                   | ✔                                   | —                                   | ✔                                   |
| 3     | Zach Bridges      | 28    | Pearl, Mississippi       | "Ol' Red"              | —                                   | ✔                                   | —                                   | ✔                                   |
| 4     | EllieMae          | 21    | Jerome, Idaho            | "Merry Go 'Round"      | —                                   | —                                   | —                                   | ✔                                   |
| 5     | Callie Lee        | 27    | Atlanta, Geórgia         | "No Excuses"           | —                                   | —                                   | —                                   | —                                   |
| 6     | Jessie Lawrence   | 31    | Newark, Nova Jérsei      | "All or Nothing"       | —                                   | ✔                                   | —                                   | —                                   |
| 7     | Brennen Henson    | 20    | Flint, Michigan          | "Riptide"              | —                                   | ✔                                   | —                                   | ✔                                   |
| 8     | Jared Herzog      | 21    | Niceville, Flórida       | "Speechless"           | —                                   | ✔                                   | ✔                                   | ✔                                   |
| 9     | Clayton Cowell    | 27    | Hampton, Virgínia        | "Just Friends (Sunny)" | —                                   | —                                   | —                                   | —                                   |
| 10    | Lauren Hall       | 25    | Chicago, Illinois        | "One and Only"         | ✔                                   | —                                   | —                                   | —                                   |
| 11    | Matt New          | 29    | Midland, Texas           | "Sunflower"            | ✔                                   | ✔                                   | ✔                                   | —                                   |
| 12    | Monty Montanaro   | N/A   | Nashville, Tennessee     | "Remedy"               | —                                   | —                                   | —                                   | —                                   |
| 13    | Ricky Duran       | 29    | Worcester, Massachusetts | "River"                | ✔                                   | ✔                                   | ✔                                   | ✔                                   |

### Episódio 6: The Blind Auditions, parte 6
| Ordem | Competidor       | Idade | Cidade Natal              | Canção                         | Escolha dos técnicos e competidores | Escolha dos técnicos e competidores | Escolha dos técnicos e competidores | Escolha dos técnicos e competidores |
| Ordem | Competidor       | Idade | Cidade Natal              | Canção                         | Kelly                               | Gwen                                | John                                | Blake                               |
| ----- | ---------------- | ----- | ------------------------- | ------------------------------ | ----------------------------------- | ----------------------------------- | ----------------------------------- | ----------------------------------- |
| 1     | Myracle Holloway | 44    | Los Angeles, Califórnia   | "When I Was Your Man"          | —                                   | ✔                                   | —                                   | ✔                                   |
| 2     | Ricky Braddy     | 36    | Nashville, Tennessee      | "The Story"                    | —                                   | ✔                                   | ✔                                   | ✔                                   |
| 3     | Damali           | 16    | Norwalk, Califórnia       | "Ocean Eyes"                   | ✔                                   | —                                   | —                                   | —                                   |
| 4     | Steve Knill      | 37    | San Francisco, Califórnia | "Up to the Mountain"           | ✔                                   | —                                   | —                                   | —                                   |
| 5     | Destiny Rayne    | 23    | Coral Springs, Flórida    | "Make You Feel My Love"        | —                                   | ✔                                   | ✔                                   | —                                   |
| 6     | Jo James         | 31    | Austin, Texas             | "It Ain't Over 'til It's Over" | —                                   | —                                   | —                                   | —                                   |
| 7     | Khalea Lynee     | 36    | Tampa, Flórida            | "Best Part"                    | ✔                                   | ✔                                   | ✔                                   | ✔                                   |

### Episódio 7: The Blind Auditions, parte 7
| Ordem | Competidor      | Idade | Cidade Natal            | Canção                | Escolha dos técnicos e competidores | Escolha dos técnicos e competidores | Escolha dos técnicos e competidores | Escolha dos técnicos e competidores |
| Ordem | Competidor      | Idade | Cidade Natal            | Canção                | Kelly                               | Gwen                                | John                                | Blake                               |
| --- | --------------- | ----- | ----------------------- | --------------------- | ----------------------------------- | ----------------------------------- | ----------------------------------- | ----------------------------------- |
| 1 | Zoe Upkins      | 16    | Nashville, Tennessee    | "Angel of Mine"       | ✔                                   | —                                   | ✔                                   | ✔                                   |
| 2 | Matthew McQueen | 21    | Georgetown, Texas       | "Someone You Loved"   | ✔                                   | —                                   | N/A                                 | ✔                                   |
| 3 | Gracee Shriver  | 16    | Owasso, Oklahoma        | "Rainbow"             | ✔                                   | ✔                                   | N/A                                 | N/A                                 |
| 4 | Ty Mauro        | 26    | Los Angeles, Califórnia | "Let's Stay Together" | N/A                                 | —                                   | N/A                                 | N/A                                 |
| 5 | Caroline Reilly | 16    | Cumming, Geórgia        | "Somebody to Love"    | N/A                                 | ✔                                   | N/A                                 | N/A                                 |
| Designação "N/A" em "Escolha dos técnicos e competidores" significa que o time do técnico já estava completo |                 |       |                         |                       |                                     |                                     |                                     |                                     |

### Episódios 7 a 11: The Battle Rounds
A fase de batalhas (em inglês, Battle Rounds) começaram em 14 de outubro. Os conselheiros da 17.ª temporada incluem: Normani para o Time Kelly, Will.i.am para o Time Gwen, Usher para o Time John e Darius Rucker para o Time Blake.
Nesta temporada, os técnicos podem pegar um artista perdedor de outros técnicos e salvar outro de seu próprio time. Os competidores que vencerem a batalha ou perderam, mas foram pegos por outro técnico ou salvos pelo seu técnico avançam para a fase de Knockouts.
Legenda:
| Episódio | Técnico        | Ordem | Vencedor          | Canção                        | Perdedor          | Resultado do 'Steal'/'Save' | Resultado do 'Steal'/'Save' | Resultado do 'Steal'/'Save' | Resultado do 'Steal'/'Save' |
| Episódio | Técnico        | Ordem | Vencedor          | Canção                        | Perdedor          | Kelly                       | Gwen                        | John                        | Blake                       |
| -------- | -------------- | ----- | ----------------- | ----------------------------- | ----------------- | --------------------------- | --------------------------- | --------------------------- | --------------------------- |
|          |                |       |                   |                               |                   |                             |                             |                             |                             |
| 7        | John Legend    | 1     | Khalea Lynee      | "The Boy Is Mine"             | Zoe Upkins        | ✔                           | ✔                           | ✔                           | —                           |
| 7        | Blake Shelton  | 2     | Kat Hammock       | "Take Me Home, Country Roads" | Josie Jones       | —                           | —                           | —                           | —                           |
| 7        | Kelly Clarkson | 3     | Shane Q           | "Too Good at Goodbyes"        | Melinda Rodriguez | ✔                           | —                           | ✔                           | —                           |
|          |                |       |                   |                               |                   |                             |                             |                             |                             |
| 8        | Kelly Clarkson | 1     | Alex Guthrie      | "Home"                        | Injoy Fountain    | Save usado                  | —                           | —                           | —                           |
| 8        | Gwen Stefani   | 2     | Myracle Holloway  | "Breathin"                    | Elise Azkoul      | —                           | —                           | —                           | —                           |
| 8        | John Legend    | 3     | Max Boyle         | "Let Me Love You"             | Matt New          | —                           | —                           | Save usado                  | —                           |
| 8        | Blake Shelton  | 4     | Cali Wilson       | "Miss Me More"                | EllieMae          | —                           | —                           | —                           | —                           |
| 8        | John Legend    | 5     | Katie Kadan       | "Tiny Dancer"                 | Destiny Rayne     | —                           | ✔                           | Save usado                  | ✔                           |
|          |                |       |                   |                               |                   |                             |                             |                             |                             |
| 10       | Blake Shelton  | 1     | Zach Bridges      | "Should've Been a Cowboy"     | Cory Jackson      | Time completo               | Steal usado                 | Time completo               | Save usado                  |
| 10       | John Legend    | 2     | Marybeth Byrd     | "Burning House"               | Dane & Stephanie  | Time completo               | Steal usado                 | Time completo               | —                           |
| 10       | Gwen Stefani   | 3     | Rose Short        | "Can't Feel My Face"          | Jessie Lawrence   | Time completo               | ✔                           | Time completo               | ✔                           |
|          |                |       |                   |                               |                   |                             |                             |                             |                             |
| 11       | Gwen Stefani   | 1     | Jake HaldenVang   | "Just Like a Pill"            | Caroline Reilly   | Time completo               | Time completo               | Time completo               | —                           |
| 11       | John Legend    | 2     | Preston C. Howell | "Fire and Rain"               | Mendeleyev        | Time completo               | Time completo               | Time completo               | —                           |
| 11       | Blake Shelton  | 3     | Ricky Braddy      | "Rumor"                       | Jordan Chase      | Time completo               | Time completo               | Time completo               | Save usado                  |
| 11       | Gwen Stefani   | 4     | Calvin Lockett    | "Yellow"                      | Brennen Henson    | Time completo               | Time completo               | Time completo               | —                           |
| 11       | Kelly Clarkson | 5     | Hello Sunday      | "Wrecking Ball"               | Lauren Hall       | Time completo               | Time completo               | Time completo               | ✔                           |

### Episódios 11 a 14: The Knockouts
Na fase de nocautes (em inglês, Knockouts), cada técnico voltou a ter um 'steal', podendo roubar um participante de outro time para os playoffs ao vivo. Taylor Swift participou como mentora única para todas as equipes.
Legenda:
| Episódios | Técnicos       | Ordem | Canção                    | Competidores     | Competidores      | Canção                     | Resultado do 'Steal' | Resultado do 'Steal' | Resultado do 'Steal' | Resultado do 'Steal' |
| Episódios | Técnicos       | Ordem | Canção                    | Vencedor         | Perdedor          | Canção                     | Kelly                | Gwen                 | John                 | Blake                |
| --------- | -------------- | ----- | ------------------------- | ---------------- | ----------------- | -------------------------- | -------------------- | -------------------- | -------------------- | -------------------- |
|           |                |       |                           |                  |                   |                            |                      |                      |                      |                      |
| 11        | Blake Shelton  | 1     | "Wicked Game"             | Cali Wilson      | Marina Chello     | "I (Who Have Nothing)"     | —                    | —                    | —                    | N/A                  |
| 11        | Kelly Clarkson | 2     | "Cover Me Up"             | Jake Hoot        | Melinda Rodriguez | "Always Be My Baby"        | —                    | —                    | —                    | —                    |
| 11        | John Legend    | 3     | "Piece of My Heart"       | Katie Kadan      | Max Boyle         | "When the Party's Over"    | ✔                    | ✔                    | N/A                  | —                    |
|           |                |       |                           |                  |                   |                            |                      |                      |                      |                      |
| 12        | John Legend    | 1     | "Because You Loved Me"    | Khalea Lynee     | James Violet      | "Stay"                     | Time completo        | —                    | N/A                  | —                    |
| 12        | Gwen Stefani   | 2     | "Elastic Heart"           | Kyndal Inskeep   | Jessie Lawrence   | "Dancing with a Stranger"  | Time completo        | N/A                  | —                    | —                    |
| 12        | Blake Shelton  | 3     | "She Talks To Angels"     | Ricky Duran      | Joana Martinez    | "California Dreamin'"      | Time completo        | ✔                    | —                    | N/A                  |
|           |                |       |                           |                  |                   |                            |                      |                      |                      |                      |
| 13        | Gwen Stefani   | 1     | "Big White Room"          | Rose Short       | Destiny Rayne     | "Tell Me You Love Me"      | Time completo        | Time completo        | —                    | —                    |
| 13        | Kelly Clarkson | 2     | "In Case You Didn't Know" | Shane Q          | Kiara Brown       | "The Bones"                | Time completo        | Time completo        | —                    | —                    |
| 13        | Blake Shelton  | 3     | "Kiss Me"                 | Kat Hammock      | Lauren Hall       | "Breakaway"                | Time completo        | Time completo        | —                    | N/A                  |
| 13        | John Legend    | 4     | "I Don't Care"            | Will Breman      | Zoe Upkins        | "Like I'm Gonna Lose You"  | Time completo        | Time completo        | N/A                  | —                    |
| 13        | Gwen Stefani   | 5     | "Powerful"                | Jake HaldenVang  | Royce Lovett      | "Wake Me Up"               | Time completo        | Time completo        | —                    | —                    |
| 13        | Kelly Clarkson | 6     | "Almost Is Never Enough"  | Hello Sunday     | Alex Guthrie      | "I'm Not the Only One"     | Time completo        | Time completo        | ✔                    | —                    |
|           |                |       |                           |                  |                   |                            |                      |                      |                      |                      |
| 14        | John Legend    | 1     | "All I Ask"               | Marybeth Byrd    | Preston C. Howell | "The Way You Look Tonight" | Time completo        | Time completo        | Time completo        | —                    |
| 14        | Blake Shelton  | 2     | "So High"                 | Ricky Braddy     | Zach Bridges      | "The Dance"                | Time completo        | Time completo        | Time completo        | N/A                  |
| 14        | Gwen Stefani   | 3     | "Can We Talk"             | Myracle Holloway | Calvin Lockett    | "You'll Be In My Heart"    | Time completo        | Time completo        | Time completo        | —                    |
| 14        | Kelly Clarkson | 4     | "Sober"                   | Damali           | Gracee Shriver    | "Leave the Pieces"         | Time completo        | Time completo        | Time completo        | ✔                    |

### Episódios 15 e 16: Playoffs ao vivo
Legenda:
| Episódio               | Técnico        | Ordem | Competidor       | Canção                             | Resultado        |
| ---------------------- | -------------- | ----- | ---------------- | ---------------------------------- | ---------------- |
| 15                     | Blake Shelton  | 1     | Ricky Duran      | "Small Town"                       | Salvo            |
| 15                     | Blake Shelton  | 2     | Cali Wilson      | "Toxic"                            | Escolha de Blake |
| 15                     | Blake Shelton  | 3     | Gracee Shriver   | "American Honey"                   | Wild Card        |
| 15                     | Blake Shelton  | 4     | Kat Hammock      | "God Only Knows"                   | Salva            |
| 15                     | Blake Shelton  | 5     | Ricky Braddy     | "Roll With It"                     | Eliminado        |
| 15                     | Gwen Stefani   | 6     | Rose Short       | "What Have You Done for Me Lately" | Salva            |
| 15                     | Gwen Stefani   | 7     | Kyndal Inskeep   | "10,000 Hours"                     | Eliminada        |
| 15                     | Gwen Stefani   | 8     | Joana Martinez   | "You Can't Stop the Girl"          | Salva            |
| 15                     | Gwen Stefani   | 9     | Myracle Holloway | "Get Here"                         | Escolha de Gwen  |
| 15                     | Gwen Stefani   | 10    | Jake HaldenVang  | "Turning Tables"                   | Wild Card        |
| 15                     | Kelly Clarkson | 11    | Shane Q          | "Can't Take My Eyes Off You"       | Escolha de Kelly |
| 15                     | Kelly Clarkson | 12    | Hello Sunday     | "Hello"                            | Wild Card        |
| 15                     | Kelly Clarkson | 13    | Damali           | "You Say"                          | Eliminada        |
| 15                     | Kelly Clarkson | 14    | Max Boyle        | "Falling Slowly"                   | Salvo            |
| 15                     | Kelly Clarkson | 15    | Jake Hoot        | "You Lie"                          | Salvo            |
| 15                     | John Legend    | 16    | Khalea Lynee     | "Love Like This"                   | Eliminada        |
| 15                     | John Legend    | 17    | Alex Guthrie     | "If I Ain't Got You"               | Wild Card        |
| 15                     | John Legend    | 18    | Marybeth Byrd    | "Love Me Like You Do"              | Salva            |
| 15                     | John Legend    | 19    | Will Breman      | "Style"                            | Escolha de John  |
| 15                     | John Legend    | 20    | Katie Kadan      | "Always Remember Us This Way"      | Salva            |
|                        |                |       |                  |                                    |                  |
| Wild Card Performances |                |       |                  |                                    |                  |
| 16                     | Blake Shelton  | 1     | Gracee Shriver   | "Landslide"                        | Eliminada        |
| 16                     | Gwen Stefani   | 2     | Jake HaldenVang  | "There's Nothing Holdin' Me Back"  | Eliminado        |
| 16                     | Kelly Clarkson | 3     | Hello Sunday     | "All By Myself"                    | Instant Save     |
| 16                     | John Legend    | 4     | Alex Guthrie     | "Stay"                             | Eliminado        |

### Episódios 17 e 18: Shows ao vivo - Top 13
| Episódio      | Técnico        | Ordem | Competidor       | Canção                          | Resultado    |
| ------------- | -------------- | ----- | ---------------- | ------------------------------- | ------------ |
| 17            | Gwen Stefani   | 1     | Joana Martinez   | "Get On Your Feet"              | Bottom 3     |
| 17            | Blake Shelton  | 2     | Ricky Duran      | "You Are the Best Thing"        | Salvo        |
| 17            | Kelly Clarkson | 3     | Max Boyle        | "Unaware"                       | Bottom 3     |
| 17            | Gwen Stefani   | 4     | Myracle Holloway | "I'm Your Baby Tonight"         | Salva        |
| 17            | John Legend    | 5     | Will Breman      | "I Won't Give Up"               | Salvo        |
| 17            | Blake Shelton  | 6     | Kat Hammock      | "Danny Boy"                     | Salva        |
| 17            | John Legend    | 7     | Katie Kadan      | "I'm Going Down"                | Salva        |
| 17            | Blake Shelton  | 8     | Cali Wilson      | "Butterflies"                   | Bottom 3     |
| 17            | Kelly Clarkson | 9     | Shane Q          | "My Wish"                       | Salvo        |
| 17            | Kelly Clarkson | 10    | Hello Sunday     | "Mamma Knows Best"              | Salvas       |
| 17            | John Legend    | 11    | Marybeth Byrd    | "Go Rest High On That Mountain" | Salva        |
| 17            | Kelly Clarkson | 12    | Jake Hoot        | "Danny's Song"                  | Salvo        |
| 17            | Gwen Stefani   | 13    | Rose Short       | "I Turn to You"                 | Salva        |
|               |                |       |                  |                                 |              |
| Última Chance |                |       |                  |                                 |              |
| 18            | Blake Shelton  | 1     | Cali Wilson      | "The Chain"                     | Eliminada    |
| 18            | Kelly Clarkson | 2     | Max Boyle        | "Thinking Out Loud"             | Eliminado    |
| 18            | Gwen Stefani   | 3     | Joana Martinez   | "Superwoman"                    | Instant Save |

| Ordem | Artista                                                                  | Canção         |
| ----- | ------------------------------------------------------------------------ | -------------- |
| 18.1  | Gwen Stefani e seu time (Joana Martinez, Myracle Holloway & Rose Short)  | "Good as Hell" |
| 18.2  | Kelly Clarkson e seu time (Hello Sunday, Jake Hoot, Max Boyle & Shane Q) | "Linger"       |

### Episódios 19 e 20: Shows ao vivo - Top 11
| Episódio      | Técnico        | Ordem | Competidor       | Canção                     | Resultado    |
| ------------- | -------------- | ----- | ---------------- | -------------------------- | ------------ |
| 19            | John Legend    | 1     | Katie Kadan      | "Without You"              | Salva        |
| 19            | Blake Shelton  | 2     | Kat Hammock      | "I'll Fly Away"            | Salva        |
| 19            | Kelly Clarkson | 3     | Shane Q          | "Mercy"                    | Bottom 2     |
| 19            | Gwen Stefani   | 4     | Joana Martinez   | "Dreaming of You"          | Salva        |
| 19            | John Legend    | 5     | Will Breman      | "Light My Fire"            | Salvo        |
| 19            | Gwen Stefani   | 6     | Rose Short       | "Maybe I'm Amazed"         | Salva        |
| 19            | Kelly Clarkson | 7     | Hello Sunday     | "The Middle"               | Salvas       |
| 19            | Gwen Stefani   | 8     | Myracle Holloway | "Everybody Hurts"          | Bottom 2     |
| 19            | John Legend    | 9     | Marybeth Byrd    | "Stars"                    | Salva        |
| 19            | Kelly Clarkson | 10    | Jake Hoot        | "Every Light in the House" | Salvo        |
| 19            | Blake Shelton  | 11    | Ricky Duran      | "Downtown Train"           | Salvo        |
|               |                |       |                  |                            |              |
| Últime Chance |                |       |                  |                            |              |
| 20            | Kelly Clarkson | 1     | Shane Q          | "Jealous"                  | Instant Save |
| 20            | Gwen Stefani   | 2     | Myracle Holloway | "You Are So Beautiful"     | Eliminada    |

| Ordem | Artista                                                            | Canção                                                         |
| ----- | ------------------------------------------------------------------ | -------------------------------------------------------------- |
| 20.1  | John Legend e seu time (Will Breman, Marybeth Byrd, & Katie Kadan) | "How Deep Is Your Love"                                        |
| 20.2  | Gwen Stefani                                                       | "What You Waiting For?"/"Hollaback Girl"/"Rich Girl" (com Eve) |
| 20.3  | Blake Shelton e seu time (Kat Hammock & Ricky Duran)               | "Takin' Care of Business"                                      |

### Episódios 21 e 22: Shows ao vivo - Top 10
| Episódio      | Técnico        | Ordem | Competidor     | Canção                                      | Resultado    |
| ------------- | -------------- | ----- | -------------- | ------------------------------------------- | ------------ |
| 21            | Gwen Stefani   | 1     | Rose Short     | "God's Country"                             | Salva        |
| 21            | John Legend    | 2     | Marybeth Byrd  | "Lose You to Love Me"                       | Bottom 3     |
| 21            | Blake Shelton  | 3     | Kat Hammock    | "You're Still the One"                      | Salva        |
| 21            | Kelly Clarkson | 4     | Shane Q        | "Caribbean Queen (No More Love on the Run)" | Bottom 3     |
| 21            | Kelly Clarkson | 5     | Jake Hoot      | "That Ain't My Truck"                       | Salvo        |
| 21            | Gwen Stefani   | 6     | Joana Martinez | "Impossible"                                | Bottom 3     |
| 21            | John Legend    | 7     | Katie Kadan    | "Rolling in the Deep"                       | Salva        |
| 21            | Kelly Clarkson | 8     | Hello Sunday   | "Stone Cold"                                | Salvas       |
| 21            | Blake Shelton  | 9     | Ricky Duran    | "Born Under a Bad Sign"                     | Salvo        |
| 21            | John Legend    | 10    | Will Breman    | "My Body"                                   | Salvo        |
|               |                |       |                |                                             |              |
| Última Chance |                |       |                |                                             |              |
| 22            | Kelly Clarkson | 1     | Shane Q        | "Killing Me Softly with His Song"           | Eliminado    |
| 22            | Gwen Stefani   | 2     | Joana Martinez | "Somebody That I Used To Know"              | Eliminada    |
| 22            | John Legend    | 3     | Marybeth Byrd  | "You Are the Reason"                        | Instant Save |

| Ordem | Artista                         | Canção                    |
| ----- | ------------------------------- | ------------------------- |
| 21.1  | Kane Brown                      | "Homesick"                |
| 22.1  | Kelly Clarkson & John Legend    | "Baby, It's Cold Outside" |
| 22.2  | Meghan Trainor ft. Mike Sabbath | "Wave"                    |

### Episódios 23 e 24: Semifinal ao vivo - Top 8
| Episódio      | Técnico        | Ordem | Competidor    | Canção                                    | Resultado    |  |
| ------------- | -------------- | ----- | ------------- | ----------------------------------------- | ------------ |  |
| 23            | John Legend    | 1     | Katie Kadan   | "Lady Marmalade"                          | Salva        |  |
| 23            | Blake Shelton  | 2     | Kat Hammock   | "Somewhere Only We Know"                  | Middle 3     |  |
| 23            | John Legend    | 3     | Marybeth Byrd | "Before He Cheats"                        | Eliminada    |  |
| 23            | Kelly Clarkson | 4     | Hello Sunday  | "Don't You Worry 'Bout a Thing"           | Middle 3     |  |
| 23            | Blake Shelton  | 5     | Ricky Duran   | "Let It Be"                               | Salvo        |  |
| 23            | John Legend    | 6     | Will Breman   | "Locked Out of Heaven"                    | Eliminado    |  |
| 23            | Gwen Stefani   | 7     | Rose Short    | "I Want to Know What Love Is"             | Middle 3     |  |
| 23            | Kelly Clarkson | 8     | Jake Hoot     | "Desperado"                               | Salvo        |  |
|               |                |       |               |                                           |              |  |
| Última Chance |                |       |               |                                           |              |  |
| 24            | Kelly Clarkson | 1     | Hello Sunday  | "Chandelier"                              | Eliminadas   |  |
| 24            | Blake Shelton  | 2     | Kat Hammock   | "You've Got a Friend"                     | Eliminada    |  |
| 24            | Gwen Stefani   | 3     | Rose Short    | "(You Make Me Feel Like) A Natural Woman" | Instant Save |  |

| Ordem | Artista                          | Canção                |
| ----- | -------------------------------- | --------------------- |
| 23.1  | Ricky Duran & Will Breman        | "Your Love"           |
| 23.2  | Jake Hoot & Marybeth Byrd        | "Up Where We Belong"  |
| 23.3  | Katie Kadan & Rose Short         | "Express Yourself"    |
| 23.4  | Hello Sunday & Kat Hammock       | "We Belong"           |
| 24.1  | Blake Shelton part. Trace Adkins | "Hell Right"          |
| 24.2  | Tones and I                      | "Dance Monkey"        |
| 24.3  | Kaleb Lee part. Kelly Clarkson   | "I Dream In Southern" |

### Episódios 25 e 26: Final ao vivo - Top 4
| Técnico        | Competidor  | Ordem | Canção Solo                    | Ordem | Canção do Dueto                          | Ordem | Canção Original          | Resultado |
| -------------- | ----------- | ----- | ------------------------------ | ----- | ---------------------------------------- | ----- | ------------------------ | --------- |
| Blake Shelton  | Ricky Duran | 1     | "Runnin' Down a Dream"         | 5     | "Run Rudolph Run" (com Blake Shelton)    | 11    | "A Woman Like Her"       | 2° lugar  |
| Kelly Clarkson | Jake Hoot   | 9     | "Amazed"                       | 7     | "Wintersong" (com Kelly Clarkson)        | 2     | "Better Off Without You" | Vencedor  |
| John Legend    | Katie Kadan | 10    | "I Don't Want to Miss a Thing" | 3     | "Merry Christmas Baby" (com John Legend) | 6     | "All Better"             | 3° lugar  |
| Gwen Stefani   | Rose Short  | 12    | "Border Song"                  | 8     | "My Gift Is You" (com Gwen Stefani)      | 4     | "Steamroller"            | 4° lugar  |

| Ordem | Artista                                                  | Canção                                   |
| ----- | -------------------------------------------------------- | ---------------------------------------- |
| 26.1  | Alex Guthrie, Max Boyle, Shane Q, & Will Breman          | "Gimme Some Lovin'"                      |
| 26.2  | Lady Antebellum                                          | "What If I Never Get Over You"           |
| 26.3  | The Black Eyed Peas & J Balvin                           | "Ritmo (Bad Boys for Life)"              |
| 26.4  | Adam Lambert & Katie Kadan                               | "Believe"                                |
| 26.5  | Yolanda Adams & Rose Short                               | "In the Midst of It All"                 |
| 26.6  | Cali Wilson, Gracee Shriver, Kat Hammock & Marybeth Byrd | "Neon Moon"                              |
| 26.7  | Dua Lipa                                                 | "Don't Start Now"                        |
| 26.8  | Gary Clark Jr. & Ricky Duran                             | "Pearl Cadillac"                         |
| 26.9  | Maelyn Jarmon                                            | "Have Yourself a Merry Little Christmas" |
| 26.10 | Little Big Town & Jake Hoot                              | "Over Drinking"                          |
| 26.11 | Jennifer Hudson                                          | "Memory"                                 |
| 26.12 | Hello Sunday, Joana Martinez & Myracle Holloway          | "You Keep Me Hangin' On"                 |
| 26.13 | Luke Combs                                               | "Even Though I'm Leaving"                |